# Мелдерис, Леонид Петрович
Леонид Петрович Мелдерис (латыш. Leonīds Melderis; 8 октября 1912 года, Елгава — дата смерти неизвестна, Латвийская ССР) — инженер Рижского радиотехнического завода «ВЭФ» Министерства радиопромышленности СССР, Латвийская ССР. Герой Социалистического Труда (1966).

## Биография
Родился в 1912 году в Елгаве в семье учителя, латышского участника революционного движения 1905 года. С 1932 года — студент физико-математического факультета Латвийского университета. Будучи студентом, трудился грузчиком в рижском порту, подсобным рабочим в ботаническом саду, рабочим кабельной сети, лаборантом. В конце 1930-х годов участвовал в подпольном революционном студенческом объединении «Земгале». В это же время вступил в коммунистическую партию Латвии. После вхождения Латвии в состав СССР — уполномоченный по национализации торговых предприятий, комиссар Промышленного банка, начальник спецчасти.
После начала Великой Отечественной войны отправлен в эвакуацию в Чувашскую АССР, где возглавлял бригаду латвийских рабочих в колхозе «Большевик». В августе 1941 года записался добровольцем на фронт. Воевал связистом-телефонистом в составе 65-й гвардейской отдельной роты связи 43-й стрелковой дивизии, 170-го отдельного батальона связи 130-го стрелкового корпуса связи. В сражении под Старой Руссой получил ранение. В 1942 году вступил в ВКП(б).
С 1945—1955 годах служил в Советской Армии. Демобилизовался в звании гвардии старшего лейтенанта. После армии — инженер-конструктор, старший инженер, на административной работе на Рижском заводе «ВЭФ».
Занимался разработкой транзисторного приёмника «Спидола», телефонных аппаратов и кодирующего устройства счётно-решающего устройства. Указом Президиума Верховного Совета СССР от 29 июля 1966 года удостоен звания Героя Социалистического Труда «за выдающиеся заслуги в выполнении плана 1959—1965 годов и создание новой техники» с вручением ордена Ленина и золотой медали Серп и Молот.
Награды и звания
- Герой Социалистического Труда
- Орден Ленина
- Орден Красной Звезды (11.04.1943)
- Орден Отечественной войны 2 степени
- Медаль «За отвагу» (30.01.1943)
- Медаль «За боевые заслуги»
- Медаль «За оборону Москвы»
- Медаль «За победу над Германией в Великой Отечественной войне 1941—1945 гг.»